# BBC Two
BBC Two je britská televizní stanice veřejnoprávní BBC. Vysílá od roku 1964. Jako první v Evropě také vysílala v barvě.

## Historie

### Začátky
V době zahájení vysílání BBC 2 existovaly v Británii dvě stanice, BBCtv a ITV. V roce 1962 bylo rozhodnuto o vybudování třetího televizního programu. Protože na ITV chyběly jakékoli známky publicistiky, kultury a dalších souvisejících žánrů, bylo rozhodnuto, že třetí televizní program připadne BBC.
Oficiální zahájení bylo plánováno na 20. dubna 1964 v 19.20, bohužel okolo 18.45 byl velký výpadek Battersea Power Station a tak velká část západního Londýna ztratila signál. Kolem 22.00 byl výpadek ukončen, ale přesto byl zahajovací program odložen a odvysílat o dva dny poté, 21. dubna 1964 v 11.00 dopoledne. První program byl Play Schools, který také v prvních letech vysílání jediný pravidelně vysílaný pořad.

### Technologický pokrok
1. července 1967 bylo zahájeno pravidelné vysílání BBC 2 v barvě, díky 625řádkovému UHF systému vysílání byl také přechod na barevnou technologii PAL snazší než u BBC One a ITV, které vysílaly v 425řádkovém VHF, simultánní vysílání v tomto formátu pokračovalo do roku 1985.
V prvních letech vysílání byly na BBC 2 často vysílány krátké filmy testující funkčnost barevných televizních přijímačů a techniky, tyto filmy byly vytvářeny externě například společnostmi BP nebo Shell.
BBC Two byl také prvním kanálem, který kompletně přešel na DVB-T.

## Pořady
BBC Two je domovem dokumentů, kulturních pořadů, dramat, magazínů a komedie. Nejsledovanějším pořadem je Top Gear. Na BBC Two byl vysílán například Červený trpaslík. Byl zde vysílán např. vzdělávací blok Open University, ranní a dopolední vysílání pro děti CBBC a CBeebies. V noci se vysílá BBC Learning Zone, blok školního vysílání. Vysílání pro školy bylo také nedílnou součástí dopoledního schématu BBC Two od roku 1983 do roku 2010, kdy bylo do Learning Zone kompletně přesunuto.

## BBC Two HD

Logo BBC Two HD

Od 26. března 2013 má BBC Two také svůj HD simulcast, BBC Two HD. Ten nahradil BBC HD, který kromě pořadů z BBC Two také přenášel pořady z BBC Three, BBC Four, CBBC a CBeebies. Funguje na stejném principu jako BBC One HD.

## Regionální varianty
BBC Two má také své regionální variace pro Skotsko (BBC Two Scotland), Wales (BBC Two Wales) a Severní Irsko (BBC Two Northern Ireland). Varianty pro Wales a Severní Irsko jsou většinou programově stejné jako národní verze. Skotská verze ale obsahuje, stejně jako BBC One Scotland velké množství vlastních pořadů a také vysílá i pořady ve skotské gaelštině pod názvem BBC Two Alba. BBC Wales také od listopadu 2001 do ledna 2009 vysílal místo digitální verze BBC Two Wales program BBC 2W s jinými znělkami a větším vysílacím časem než klasické digitální verze BBC Two.

## Loga kanálu

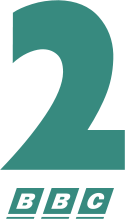
Logo BBC2 od roku 1991 do 4. října 1997
Logo BBC Two od 4. října 1997 do 5. listopadu 2001
Logo BBC Two od 5. listopadu 2001 do roku 2007